# Libellula needhami
Libellula needhami – gatunek ważki z rodziny ważkowatych (Libellulidae). Występuje na terenie Ameryki Środkowej, Ameryki Północnej i Karaibów.